# Augustinern 22, 23 (Quedlinburg)

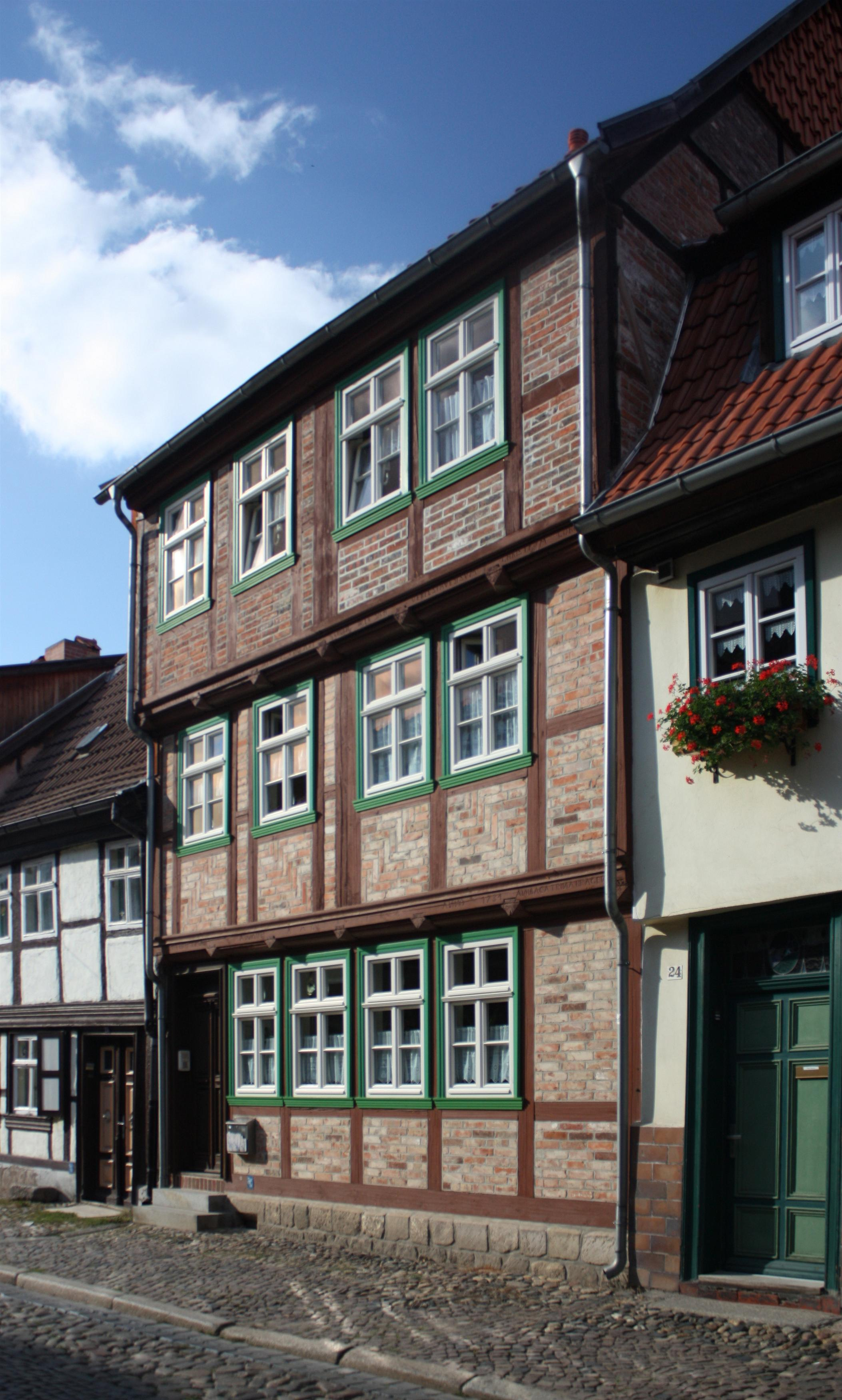
Haus Augustinern 22, 23

Das Haus Augustinern 22, 23 ist ein denkmalgeschütztes Gebäude in der Stadt Quedlinburg in Sachsen-Anhalt.

## Lage
Es befindet sich im nördlichen Teil der historischen Quedlinburger Neustadt und gehört zum UNESCO-Weltkulturerbe. Im Quedlinburger Denkmalverzeichnis ist es als Wohnhaus eingetragen. Westlich grenzt das gleichfalls denkmalgeschützte Haus Augustinern 21 an.

## Architektur und Geschichte
Das dreigeschossige Fachwerkhaus entstand als traufständiges Doppelhaus nach einer Bauinschrift im Jahr 1734. Die Fachwerkfassade ist mit für die Bauzeit typischen Elementen verziert. So finden sich Pyramidenbalkenköpfe, Stockschwelle und profilierte Füllhölzer. Die oberen Stockwerke kragen jeweils über das darunter befindliche vor. Der westliche Gebäudeteil, die Hausnummer 22, verfügt über eine Kalkleisteneindeckung. Die Haustür dieser Seite stammt aus der Zeit um 1820, die der Osthälfte stammte noch aus der Bauzeit.
Im Zuge der Sanierung des Hauses Anfang des 21. Jahrhunderts wurde der an der Ostseite befindliche Eingang entfernt.